# 1988 no Brasil

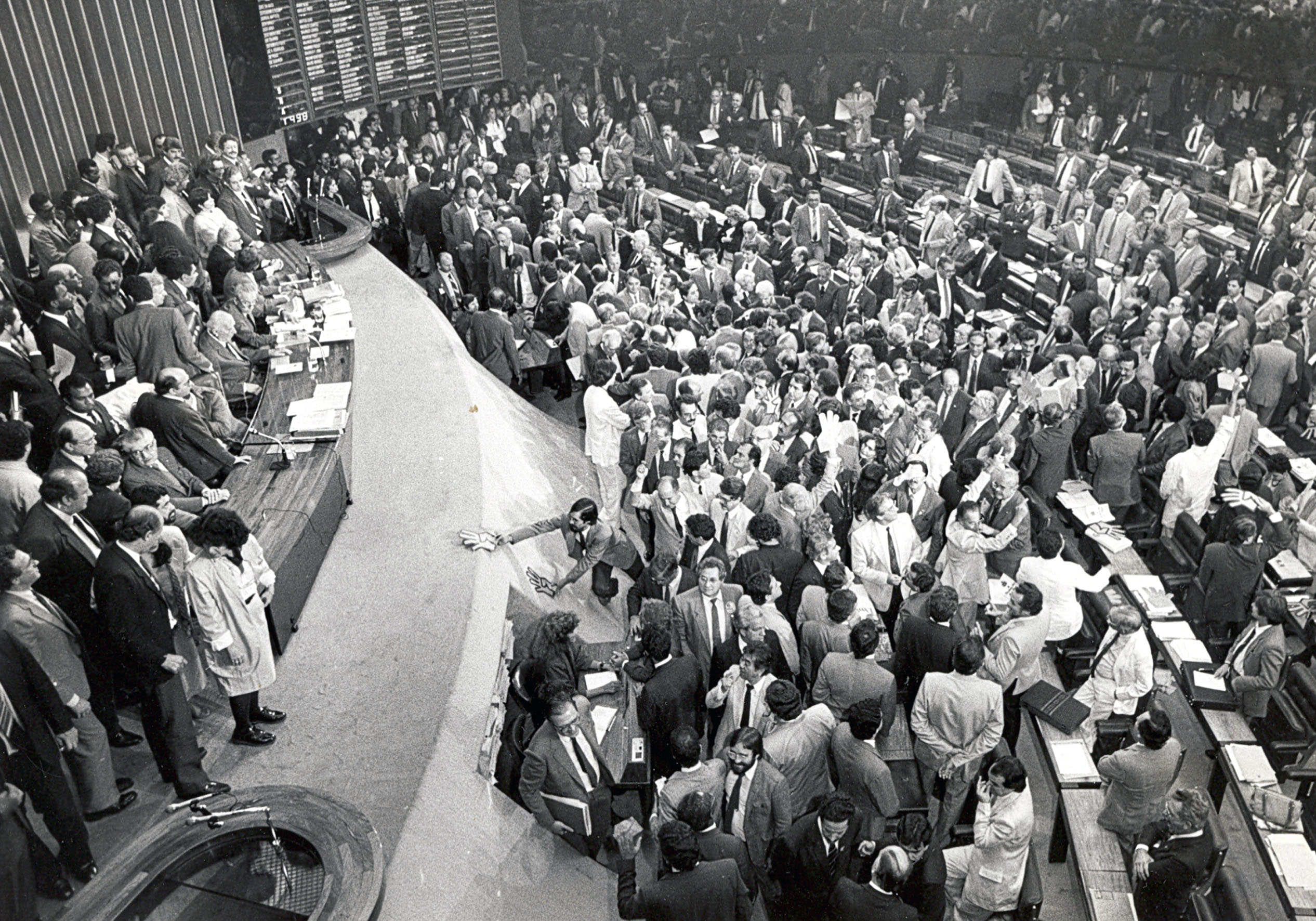
Sessão Parlamentar final do Congresso Constitucional de 1988 que estabeleceu a atual Constituição do Brasil.

Esta é uma cronologia dos fatos acontecimentos de ano 1988 no Brasil.

## Incumbente
- Presidente do Brasil - José Sarney (15 de março de 1985 - 15 de março de 1990)

## Eventos
- 6 de janeiro a 16 de janeiro: A primeira edição oficial do Hollywood Rock ocorre na Praça da Apoteose, no Rio de Janeiro nos dias 6 a 9 de janeiro e no Estádio do Morumbi, em São Paulo, nos dias 13 a 16 de janeiro.[1][2][3][4]
- 25 de fevereiro: A Polícia Federal desarticula quadrilha internacional de traficantes de crianças do Ceará para os Estados Unidos e Europa.[5]
- 13 de abril: É reinaugurada em Fortaleza, após reforma, a Praça José de Alencar, sendo entregue novamente como praça, pois estava transformada em terminal de ônibus.[6]
- 2 de junho: A Assembleia Nacional Constituinte aprova o aumento do mandato de José Sarney por cinco anos por 328 a 222 votos.[7][8]
- 11 de julho: Xuxa Meneghel lançava, no seu Xou da Xuxa, o seu maior hit e que marcaria para sempre o coração do povo brasileiro: Ilariê.
- 3 de agosto: O fim da censura e da tortura, além da liberdade de expressão intelectual e de imprensa no país, é aprovado, por um voto de 313 a 5, pela Assembleia Nacional Constituinte.[9]
- 22 de setembro: A Assembleia Nacional Constituinte aprova o texto definitivo da nova Constituição brasileira com 474 votos a favor, 15 contra e 6 abstenções.[10]
- 29 de setembro: Voo 375 da VASP, feito por um Boeing 737-300, é sequestrado por um desempregado, com a intenção de jogar o avião contra o Palácio do Planalto e matar o presidente José Sarney. O sequestro acaba sem sucesso.[11]
- 30 de setembro: O judoca brasileiro Aurélio Miguel conquista a primeira medalha de ouro olímpica, derrotando o alemão-ocidental Marc Meiling, na final da categoria meio-pesado do judô dos Jogos Olímpicos de Verão de Seul, na Coreia do Sul.[12]
- 5 de outubro: É promulgada a nova Constituição brasileira, conhecida como Constituição Cidadã, pela Assembleia Nacional Constituinte.[13][14]
- 30 de outubro: O piloto Ayrton Senna conquista seu primeiro título mundial de Fórmula 1 ao vencer o Grande Prêmio do Japão.[15]
- 29 de novembro: Os presidentes José Sarney, do Brasil e Raúl Alfonsin, da Argentina, assinam em Buenos Aires o Tratado de Integração, Cooperação e Desenvolvimento, que estipula um prazo para a criação de uma área de livre comércio entre os dois países.[16]
- 22 de dezembro: O seringueiro e ambientalista Francisco Alves Mendes Filho, o Chico Mendes, é assassinado às 18h45 com um tiro de espingarda no peito, na porta de sua casa, em Xapuri, no Acre.[17]
- 31 de dezembro: Uma embarcação de turismo Bateau Mouche com 153 passageiros a bordo naufraga na Baía da Guanabara, no Rio de Janeiro, deixando 55 passageiros mortos entre eles a atriz Yara Amaral.[18][19][20]

## Nascimentos
- 6 de janeiro: Jefferson Andrade Siqueira, futebolista.
- 7 de janeiro: Fernando Bob, futebolista.
- 10 de janeiro: Felipe Garcia, futebolista.
- 11 de janeiro: Aislan, futebolista.
- 12 de janeiro: Douglas, futebolista.
- 14 de janeiro: Victor Ferraz, futebolista.
- 16 de janeiro: Mel Fronckowiak, atriz e cantora.
- 17 de janeiro: Taison, futebolista.
- 20 de janeiro:
  - Felipe Menezes, futebolista.
  - Jougle, futebolista.
- 18 de junho: Herbert Silva Leão, ator, diretor teatral e do cinematógrafo.
- 31 de agosto:
  - Eli Sabiá, futebolista.
  - Yoandy Leal, jogador de vôlei cubano-brasileiro.

## Mortes
- 4 de janeiro: Henfil, cartunista (n. 1944).
- 11 de janeiro: Janires, cantor e compositor brasileiro (n. 1953).
- 15 de janeiro: Viana Moog, jornalista, romancista e ensaísta (n. 1906).
- 30 de junho: Chacrinha, apresentador de TV e rádio (n. 1917).
- 22 de dezembro: Chico Mendes, ambientalista e sindicalista (n. 1944)